# Kejsi Tola
Kejsi Tola (ur. 5 lutego 1992 w Tiranie) – albańska wokalistka. 
Zwyciężczyni corocznego krajowego festiwalu muzycznego Festivali i Këngës. Reprezentantka Albanii w 54. Konkursie Piosenki Eurowizji (2009).

## Życiorys
Kejsi Tola rozpoczęła karierę muzyczną w wieku 11 lat, biorąc udział w Albańskim Festiwalu Muzycznym i wygrywając w kategorii Młodych Głosów. W tej samej kategorii dwukrotnie wygrała Shkodra Festival Contest. Była jedną z dziesięciu finalistek pierwszej edycji Konkursu dla Młodych Geniuszów, w 2007 roku uczestniczyła w krajowej wersji programu Idol. Studiowała w liceum artystycznym Jordan Misja w Tiranie. W 2008 roku zdobyła nagrodę „Najlepszego debiutanta” podczas ceremonii Friday Fever Song Contest.
W tym samym roku wygrała 47. edycję największego krajowego festiwalu muzycznego – Festivali i Këngës z utworem „Më merr në ëndërr”, dzięki czemu otrzymała tytuł reprezentantki Albanii podczas 54. Konkursu Piosenki Eurowizji w 2009 roku. Na potrzeby imprezy powstała anglojęzyczna wersja singla – „Carry Me in Your Dreams”, z którą wokalistka zajęła ostatecznie 17. miejsce w finałowej kwalifikacji.
W 2009 roku ponownie wystartowała w Festivali i Këngës, zgłaszając się do udziału w 48. edycji festiwalu z piosenką „Ndonjëherë”, z którą zajęła ostatecznie 15. miejsce z 58 punktami na koncie. W 2013 roku po raz trzeci pojawiła się w stawce konkursowej festiwalu, tym razem zajmując 4. miejsce z utworem „S'jemi më atje”.

## Dyskografia
Single
- 2008: „Një minute”
- 2008: „Më merr në ëndërr”/„Carry Me in Your Dreams”
- 2009: „Qiëllin do ta prek me ty”
- 2009: „Ndonjëherë”
- 2010: „Pranë”
- 2011: „Më jeto”
- 2012: „Atje”
- 2012: „Përendëshë e fantasizë”
- 2012: „S'jemi më atje”
- 2014: „Iceberg”
- 2018: „U rritëm”
- 2019: „Më ke mua”